# Net uit het ei
Net uit het ei (Frans: Sorti de l'œuf) is het eerste stripverhaal uit de serie Marsu Kids, een spin-off van de Marsupilamireeks. Het scenario werd bedacht door Sophie Commenge (Wilbur) en Didier Conrad. Conrad is tevens de tekenaar. Het album werd door Marsu Productions uitgebracht in 2011.

## Verhaal
Een jonge indiaan uit de Chahutastam raakt bevriend met een pasgeboren Marsupilami. De indiaan wordt door zijn vader terug naar huis gebracht. De Marsupilami gaat op zoek naar de jongen en komt zo in het indianendorp terecht. Het dier steekt er heel wat kattenkwaad uit en wordt door het stamhoofd uit het dorp gezet. Terug in het woud wordt hij razend als de andere kleine Marsupilami's uit het nest hem uitlachen. Zijn vader wil hem berispen, maar die wordt voor de ogen van het jong in slaap geschoten door twee wetenschappers/jagers.
Wat later wordt het indianendorp aangevallen door een gigantische anaconda. De indianen weten dat alleen de Marsupilamivader dit dier kan verslaan. Het jong komt net aan in het dorp en maakt duidelijk dat er wat aan de hand is met zijn vader. Een derde wetenschapper, collega van de twee met de Marsupilami, wordt aan de tand gevoeld. Hij wijst hen naar de rivier, waar zijn collega's op varen met hun buit. De indianen bevrijden het dier waarna hij de slang een lesje leert. De jonge indiaan wordt gelauwerd om zijn vriendschap met de jonge Marsupilami.